# Kade
Kade es una ciudad de la región Oriental de Ghana. En septiembre de 2010 tenía una población censada de 18 545 habitantes.
Se encuentra ubicada al sureste del país, a poca distancia al sur del lago Volta y de la meseta de Kwahu, y cerca del río Birim, uno de los afluentes principales del río Pra.